# Ted Turner (musicista)
Ted Turner (Sheldon, 2 agosto 1950) è un chitarrista e cantante britannico.
È conosciuto come chitarrista del gruppo rock Wishbone Ash, da lui cofondato nel 1969.